# Мерсер (округ, Кентуккі)
Шаблон:StateAbbr_ 37°48′ пн. ш. 84°53′ зх. д. / 37.8° пн. ш. 84.88° зх. д.
Округ  Мерсер (англ. Mercer County) — округ (графство) у штаті  Кентуккі, США. Ідентифікатор округу 21167.

## Історія
Округ утворений 1785 року.

## Демографія
За даними перепису 
2000 року 
загальне населення округу становило 20817 осіб, зокрема міського населення було 8539, а сільського — 12278.
Серед мешканців округу чоловіків було 10089, а жінок — 10728. В окрузі було 8423 домогосподарства, 6039 родин, які мешкали в 9289 будинках.
Середній розмір родини становив 2,93.
Віковий розподіл населення поданий у таблиці:
| Стать    | До 15 років | 15-21 | 22-29 | 30-39 | 40-49 | 50-65 | 65-85 | Понад 85 |
| -------- | ----------- | ----- | ----- | ----- | ----- | ----- | ----- | -------- |
| Чоловіки | 2203        | 891   | 997   | 1521  | 1543  | 1729  | 1102  | 103      |
| Жінки    | 2055        | 830   | 993   | 1584  | 1577  | 1857  | 1576  | 256      |

## Суміжні округи
- Андерсон — північ
- Вудфорд — північний схід
- Джессамін — схід
- Ґаррард — південний схід
- Бойл — південь
- Вашингтон — захід

## Виноски
1. ↑  U.S. Decennial Census. United States Census Bureau. Архів оригіналу за 12 травня 2015. Процитовано 18 серпня 2014.
2. ↑  Historical Census Browser. University of Virginia Library. Архів оригіналу за 11 серпня 2012. Процитовано 18 серпня 2014.
3. ↑  Population of Counties by Decennial Census: 1900 to 1990. United States Census Bureau. Архів оригіналу за 13 жовтня 2014. Процитовано 18 серпня 2014.
4. ↑  Census 2000 PHC-T-4. Ranking Tables for Counties: 1990 and 2000 (PDF). United States Census Bureau. Архів оригіналу (PDF) за 18 грудня 2014. Процитовано 18 серпня 2014.
5. ↑  State & County QuickFacts. United States Census Bureau. Архів оригіналу за 25 червня 2011. Процитовано 6 березня 2014.(англ.) Наведено за англійською вікіпедією.
6. ↑  American FactFinder. Бюро перепису населення США. Архів оригіналу за 26 лютого 2012. Процитовано 31 січня 2008.

| США | Це незавершена стаття з географії США. Ви можете допомогти проєкту, виправивши або дописавши її. |